# ジョージ・ディミーター
ジョージ・ディミーター（英語: George Demeter [dɪˈmiːtər]、1893年3月13日 – 1983年3月14日）は、マサチューセッツ州下院議員。『ディミーターの議会法規手続きマニュアル』の著者として知られる。死後の1989年7月、マサチューセッツ州議会はジョージ・ディミーターの日（George Demeter Day）とする法律を制定した。

## 略歴
1890年代にギリシャ王国で生まれた後、米国に渡り、1918年にハーバード・カレッジを、1924年にボストン大学法学院を卒業した。第一次世界大戦ではハーバード救急部隊（Harvard Ambulance Corps）の一員としてフランスに向かった。
ギリシャ系アメリカ人の組織であるアメリカ・ギリシャ人教育向上協会（AHEPA）が1922年7月26日に設立された直後に関わるようになり、1923年にはボストン支部の支部長になった。会長のH・N・ウェールズ（H. N. Wells）が1924年3月に投票で罷免されると、ディミーターは会長を3か月間務めた。在任中に『The Ahepa』誌に『ギリシャ人組織はなぜ失敗するのか！』（Why Greek Organizations Fail!）と題する論説を寄稿した。1949年の第27回総会では『ディミーターの議会法規手続きマニュアル』の採用が採択された。その後も元会長として活躍し、少なくとも1969年の第47回総会まで出席した。
ボストンマラソンに月桂冠を被せるというギリシャの伝統と銅メダルの授与を取り入れる決定にも関わり、1931年から1947年まで毎年優勝者に月桂冠を被せ、メダルを授与したという。
1932年と1934年にバック・ベイで当選して、マサチューセッツ州下院議員を計2期務めた。1922年にギリシャ系アメリカ人ニコラス・G・ヴェニオポウロス・ネストル（Nicholas G. Veniopoulos Nestor）が立候補して落選した経験を踏まえ、マサチューセッツ州下院議員に当選した初のギリシャ系アメリカ人だった。
ボストン大学とサフォーク大学の法学教授であり、マサチューセッツ州議会の新人議員に議事運営手続きについて教えた。
1983年3月に病死した。

## 著作
- Demeter's Manual of Parliamentary Law and Procedure, 2nd edition, 1949.
- Demeter's Manual of Parliamentary Law and Procedure, 3rd revised edition, 1950, Bostonia Press.
- Demeter's Manual of Parliamentary Law and Procedure, Universal edition, 1953, Bostonia Press.
- Demeter's Manual of Parliamentary Law and Procedure, Universal Revised, 1961, Bostonia Press.
- Demeter's Manual of Parliamentary Law and Procedure, Blue Book edition, 1969, Little, Brown and Company.
- How to Master the Rules of Parliamentary Law and Procedure, 1948, Mosher Press.
- Main Motion, 3rd edition, 1943, Bostonia.
- Master Parliamentarian, 1948, Bostonia.
- Parliamentary Procedure for Boy's State, 1949, Bostonia.
- Parliamentary Procedure for Girl's State, 4th edition, 1942, Bostonia.
- Ahepa Manual: Official Guide of the Order of Ahepa, Containing Early History and Miscellaneous Fundamentals of the Order, 1926, Boston: Athens Print. Co.